# Puerta del tiempo
Puerta del tiempo és una pel·lícula d'animació espanyola del 2002 dirigida per Pedro Delgado. Fou produïda per Magic Films i va utilitzar dibuixos d'Antonio Mingote. La banda sonora correspon al compositor canari Diego Navarro i interpretada per l'Orquestra de La Laguna.

## Sinopsi
Paloma, d'onze anys, i Álvaro, de vuit anys, són dos nens que són transportats al passat quan el rellotger de la Puerta del Sol, el senyor Isidro, un vell amic seu qui els ensenya una maquinària que ha construït per a estudiar antigues èpoques històriques. Paloma i Álvaro intenten tornar a la seva època, però són perseguits per un mag medieval que vol saber el secret de la seva teleportació.

## Actors de veu
- Sandra Jara ...	Paloma
- Inmaculada Gallego ...	Alvaro
- Javier Gurruchaga...	Simeón
- Tina Sáinz...	Doña Asunción / Consolación
- Eduardo Bosch ...	Cabrer

## Nominacions
Fou nominada al Goya a la millor pel·lícula d'animació.